# Anticlea
Anticlea is een geslacht van vlinders van de familie spanners (Geometridae), uit de onderfamilie Larentiinae.

## Soorten
- A. adlata Staudinger, 1895
- A. beduina Turati, 1930
- A. cabrerai (Pinker, 1962)
- A. callidaria Joannis, 1891
- A. canaliculata Warren, 1896
- A. derivata

Getekende rozenspanner Denis & Schiffermüller, 1775
- A. querulata Püngeler, 1904